# Nespereira (Puertomarín)
Nespereira (llamada oficialmente San Cibrao de Nespereira) es una parroquia y una aldea española del municipio de Puertomarín, en la provincia de Lugo, Galicia.

## Otras denominaciones
La parroquia también es conocida por el nombre de San Ciprián de Nespereira.

## Organización territorial
La parroquia está formada por cinco entidades de población, constando cuatro de ellas en el nomenclátor del Instituto Nacional de Estadística español:
- As Peniñas
- A Volta de Varela
- Camporredondo
- Nespereira
- O Alto do Hospital

## Demografía

### Parroquia
| Gráfica de evolución demográfica de Nespereira (parroquia) entre 2000 y 2020 |
|                                                                              |
| Datos según el nomenclátor publicado por el INE.                             |

### Aldea
| Gráfica de evolución demográfica de Nespereira (aldea) entre 2000 y 2020 |
|                                                                          |
| Datos según el nomenclátor publicado por el INE.                         |